# 오쿠노토 지진
오쿠노토 지진(일본어: 奥能登地震 오쿠노토지신[*])은 2023년 5월 5일 일본 이시카와현 노토지방에서 일어난 규모 M6.2의 지진이다. 이시카와현 스즈시에서 일본 기상청 진도 계급 기준 최대진도 6강을 관측했다. 뒤이어 약 7시간 후에는 규모 M5.9, 최대진도 5강의 지진이 발생했다. 스즈시를 중심으로 하는 오쿠노토 지방에 피해가 집중되었기 때문에 이시카와현은 본 지진을 레이와 5년 오쿠노토 지진(일본어: 令和5年奥能登地震 레이와5넨오쿠노토지신[*])이라고 명명하였다.

## 지각 구조
일본 노토반도 북쪽 끝은 2020년부터 현재까지 군발지진이 계속되고 있다. 2023년 이 지진은 그 동안 발생한 지진 중 하나이며, 2022년 6월 19일 발생한 규모 M5.4의 지진보다 훨씬 크다.
본진은 아무르판과 오호츠크판 사이 경계 지역과 관련된 니가타-고베 왜곡집중대에서 발생했다. 노토지방에서 오호츠크판은 아무르판을 향해 서북서쪽으로 밀어내고 있으며 판의 이동속도는 약 9 mm/년, 최대수렴속도는 약 24 mm/년에 달한다. 아무르판과 오호츠크판은 각각 태평양판과 유라시아판 사이에 있는 비교적 작은 크기의 판으로, 두 판의 경계가 동해 동연 변동대에 해당된다. 태평양판은 유라시아판을 향해 서쪽으로 약 90 mm/년의 속도로 밀어내고 수렴하고 있다.

## 지진
이번 지진의 규모를 미국 지질조사국(USGS)에서는 Mw6.2로, 일본 기상청(JMA)에서는 Mj6.5로 측정했다. 일본 표준시(JST) 기준 14시 42분에 일어났으며 진원 깊이는 8.7 km이다. 일본 기상청 진도 계급 기준 최대진도 6강을 관측했으며, 미국 지질조사국에서는 수정 메르칼리 진도 계급 기준 최대진도 VIII로 추정된다고 발표했다. 지진의 발진기구해를 분석하면 역단층에서 발생한 지진으로 확인되었다.
한편 JST 21시 58분경 규모 M5.6의 지진이 일어났고, 23시 18분에는 규모 M4.5의 큰 지진이 다시 일어났으며 다음날까지 규모 M2에서 M5 사이의 지진이 총 50차례 이상 일어났다.
지진으로 14시 50분경에는 스즈시 나가하시마에서, 15시 26분경에는 와지마항에서 최대 0.1 m 높이의 쓰나미를 관측했다.
| 진도 | 도도부현   | 시구정촌                                                                           |
| ---- | ---------- | ---------------------------------------------------------------------------------- |
| 6강  | 이시카와현 | 스즈시                                                                             |
| 5강  | 이시카와현 | 노토정                                                                             |
| 5약  | 이시카와현 | 와지마시                                                                           |
| 4    | 이시카와현 | 가나자와시 나나오시 고마쓰시 하쿠이시 가호쿠시 노미시 시카정 나카노토정 아나미즈정 |
| 4    | 니가타현   | 나가오카시 산조시 도카마치시 묘코시 조에쓰시 사도시 가리와촌                       |
| 4    | 도야마현   | 다카오카시 히미시 오야베시 이미즈시 후나하시촌                                     |
| 4    | 후쿠이현   | 아와라시 사카이시                                                                  |

방재과학기술연구소에서 발표한 추정진도분포지도에 따르면 이시카와현 스즈시에서 진도7에 해당하는 흔들림을 관측했을 가능성이 있다고 추정했다.
| 계급   | 도도부현   | 관측지점 |
| ------ | ---------- | -------- |
| 계급 3 | 이시카와현 | 스즈시   |
| 계급 2 | 이시카와현 | 와지마시 |

## 후속 지진
본진 발생 이후 5월 9일 16시까지 총 5일간 진도1 이상의 유감지진이 84차례 발생했다. 그 중 진도4 이상의 지진은 본진을 포함해 총 5차례 발생했는데, 그 목록은 아래와 같다.
| 발생일시 (JST)            | 규모 | 최대 진도 | 비고     |
| ------------------------- | ---- | --------- | -------- |
| 2023년 5월 5일 14시 42분  | M6.5 | 6강       | 본진     |
| 2023년 5월 5일 14시 53분  | M5.0 | 4         | 여진     |
| 2023년 5월 5일 21시 58분  | M5.9 | 5강       | 최대여진 |
| 2023년 5월 5일 23시 18분  | M4.3 | 4         | 여진     |
| 2023년 5월 9일 05시 14분  | M4.9 | 4         | 여진     |
| 2023년 5월 10일 07시 14분 | M5.0 | 4         | 여진     |

이 중 5월 5일 21시 58분 최대여진으로 관측한 각지의 진도는 다음과 같다.
| 진도 | 도도부현   | 시구정촌                     |
| ---- | ---------- | ---------------------------- |
| 5강  | 이시카와현 | 스즈시                       |
| 5약  | 이시카와현 | 노토정                       |
| 4    | 이시카와현 | 나나오시 와지마시 아나미즈정 |

## 피해

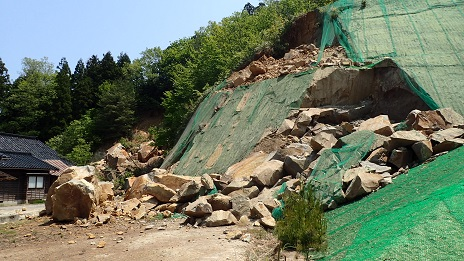
지진에의한 경사면 붕괴 (이시카와현 스즈시)

지진으로 집 7채가 붕괴되고 345채가 일부 손상되었으며, 집 붕괴로 2명이 갇혔다가 구조되었다. 스즈시의 한 기차역 지붕에서는 타일이 떨어지는 사고가 있었다. 호텔, 공동묘지의 묘비, 스즈시 경찰서, 그 외 수많은 주택과 같은 건물이 지진으로 큰 손상을 입었다. 또한 산사태도 발생하여 산비탈의 주택이 부분적으로 붕괴되거나 파손된 사례도 보고되었다. 한편 사다리에서 떨어져 심장마비가 온 한 남성이 병원에서 사망 판정을 받으면서 사망자 1명이 발생했다. 그 외에 이시카와현에서 33명, 도야마현에서 1명이 부상을 입었다. 부상자 중 2명은 의식을 잃었으며 무너진 주택에 2명이 부상을 입었고 떨어진 옷장에 맞은 미성년자 1명, 화상을 입은 사람 1명이 있었다. 부상자 중 2명은 중상자이며 나머지는 경상으로 회복되었다.
2022년 6월 19일 지진으로 피해를 입었던 미쓰케지마는 이번 지진으로 섬 일부가 붕괴되었다. 또한 오사카의 아베노하루카스 빌딩에서는 지진으로 엘리베이터 2대가 자동으로 정지되어 탑승자들이 고립되었다가 구출되었다. 스즈시에서는 20채의 전기가 끊겼고 120가구 이상의 수도 공급이 끊겼다.

## 대응
지진으로 총 1,600명이 대피했다. 이 중 이시카와현에서만 최소 250명이 대피했다. 일본 기상청은 이시카와현에서 최소 1주일간 강한 지진이 다시 발생할 수 있다고 경고했다. 스즈시장은 긴급지진경보를 발령하고 여러 가구에 대피령을 내리긴 했으나 일본 자위대의 도움은 필요하지 않을 것이라고 말했다. 기시다 후미오 총리 또한 강한 여진이 발생할 경우 추가 인명 피해를 막기 위해 여러 관계자와 소통하며 다음 날 더 많은 조치를 취하겠다고 말했다.

## 같이 보기
- 노토 군발지진
- 2007년 노토반도 지진
- 2024년 노토반도 지진

## 참고 문헌
- 일본 소방청 (2023년 5월 9일). “石川県能登地方を震源とする地震による被害及び消防機関等の対応状況（第１３報）” (PDF) (일본어). 일본 소방청. 2023년 5월 9일에 확인함.